# El Trigal (Bolivia)
El Trigal es una localidad y municipio de los valles de Bolivia, ubicado en la provincia Vallegrande al oeste del departamento de Santa Cruz. El municipio tiene una superficie de 217 km² y cuenta con una población de 2135 habitantes (INE 2012). Se encuentra en la parte central de la zona subandina, entre el valle y las primeras estribaciones del subandino que colindan en su extremo noreste con la extensa llanura oriental y la localidad está situada a 218 km de la ciudad de Santa Cruz de la Sierra y a 25 km de la capital provincial Vallegrande en carretera. El clima es típico del bosque templado, presentando ligeras variaciones en algunas comunidades de acuerdo a su ubicación geográfica, altitud, como a ciertas diferenciaciones ecológicas, con una temperatura promedio anual de 25 °C y una topografía por lo general casi plana con ligeras ondulaciones. Sus ríos son el Ciénega, San Juan del Chaco y Tembladera. El Trigal fue fundada el 20 de junio de 1863, luego fue trasladada  por Don Mariano Arteaga en 1873 y el municipio fue creado según mención de Ley el 18 de octubre de 1984.

## Demografía
De acuerdo con el censo boliviano de 2024, la población del municipio de El Trigal es de 2 367 habitantes.
La población del municipio aumentó casi una cuarta parte entre 1992 y 2024:
| Año  | Habitantes (municipio) | Fuente |
| ---- | ---------------------- | ------ |
| 1992 | 1 843                  | Censo  |
| 2001 | 2 133                  | Censo  |
| 2012 | 2 135                  | Censo  |
| 2024 | 2 367                  | Censo  |

## Economía
En El Trigal la agricultura es una actividad es restringida por la compactación de suelos, en su mayoría de textura arenosa con una marcada susceptibilidad a la erosión, poca materia orgánica y, sobre todo, escasez de agua. Los principales cultivos son el maíz, papa, tomate, maní y frutales que son destinados casi en su totalidad al consumo familiar. La actividad pecuaria genera los excedentes económicos para el sustento de la familia. La producción pecuaria está compuesta por ganado bovino, equino, porcino, ovino, caprino y aves de corral. Los productos y subproductos de esta actividad juegan un papel muy importante en la economía del comunario y en su alimentación. En artesanía se produce chuces (pisos), costales y objetos en cuero y madera.